# Gyselle Silva
Gyselle de la Caridad Silva Franco (Santiago di Cuba, 29 ottobre 1991) è una pallavolista cubana naturalizzata azera, opposto del GS Caltex Seoul.

## Carriera

### Club
La carriera di Gyselle Silva inizia nei tornei provinciali cubani, giocando con la formazione provinciale di Santiago de Cuba, giocando nel ruolo di centrale.
Dopo due annate di inattività nella stagione 2014-15 firma il suo primo contratto professionistico con Rabitə Baku, nella Superliqa azera, vincendo lo scudetto; ottiene inoltre la nazionalità sportiva azera, diventando nota anche come Gyselle Azimli. Nella stagione seguente difende invece i colori dell'Halkbank, nella Voleybol 1. Ligi, cambiando ruolo e venendo impiegata come opposto.
Nel campionato 2016-17 gioca in Cina, partecipando alla Volleyball League A con lo Yunnan; in seguito partecipa alla PSL Grand Prix Conference 2018, nelle Filippine, con lo Smart Prepaid. Nella stagione 2018-19 approda in Italia, difendendo i colori del Chieri '76, neopromosso in Serie A1, mentre nella stagione seguente si accasa in Polonia, nella Liga Siatkówki Kobiet, al Chemik Police con cui vince la Supercoppa polacca, la Coppa di Polonia, venendo premiata in entrambi i casi come MVP, e il campionato, interrompendo temporaneamente la carriera al termine della stagione per affrontare una gravidanza.
Rientra in campo nell'annata 2021-22 sempre nel massimo campionato polacco, accettando la proposta del Legionovia mentre nell'annata successiva è impegnata nella Volley League greca con la maglia dell'AEK Atene. Nel campionato 2023-24 approda nella V-League sudcoreana, selezionata come prima scelta del draft dalle GS Caltex Seoul.

### Nazionale
Nel 2007 debutta nella nazionale cubana, vincendo la medaglia d'oro al campionato nordamericano. Nel 2009 vince la medaglia di bronzo ancora al campionato nordamericano, bissata nel 2011, anno in cui si aggiudica anche l'argento ai XVI Giochi panamericani, dove viene premiata come miglior servizio, mentre un anno dopo vince il bronzo alla Coppa panamericana, ritirandosi dalla nazionale al termine dell'estate del 2012.

## Palmarès

### Club
- Campionato azero: 1

2014-15
- Campionato polacco: 1

2019-20
- Coppa di Polonia: 1

2019-20
- Supercoppa polacca: 1

2019

### Nazionale (competizioni minori)
- Montreux Volley Masters 2010
- Giochi panamericani 2011
- Coppa panamericana 2012

### Premi individuali
- 2009 - Campionato mondiale Under-20: Miglior servizio
- 2011 - Giochi panamericani: Miglior servizio
- 2019 - Supercoppa polacca: MVP
- 2020 - Coppa di Polonia: MVP